# استاروکولوو
استاروکولوو (انگلیسی: Starokulevo) یک شهرک در شهرستان نوریمانوفسکی استان باشقیرستان کشور روسیه است.